# 6 Bullets
Pour plus de détails, voir Fiche technique et Distribution.
6 Bullets est un film d'action américain réalisé par Ernie Barbarash, sorti sous forme de direct-to-video en 2012.
Ce film marque la seconde collaboration entre le réalisateur Ernie Barbarash et l'acteur Jean-Claude Van Damme. En France, il a été distribué seulement en DVD/Blu-Ray par France Télévisions Distribution et Seven 7. Et sur NRJ12 le 18 décembre 2013 en deuxième partie de soirée, puis le 1er avril 2015 en première partie de soirée.

## Synopsis
Samson Gaul, ancien mercenaire, est engagé pour délivrer Becky Fayden, 14 ans. Celle-ci, qui  est la fille d'un champion de MMA nommé Andrew Fayden, a en effet été enlevée par un réseau moldave de traite des blanches dirigé par Vlad...

## Fiche technique
- Titre original : Six Bullets
- Titre québécois : Le bourreau
- Réalisation : Ernie Barbarash
- Scénario : Chad Law, Evan Law
- Musique : Neal Acree (en)
- Pays d'origine :  États-Unis
- Genre : action, policier, crime
- Durée : 110 minutes
- Sociétés de Production : Motion Picture Corportation of America/Rodin Entertainment LTD.
- Producteurs :  Brad Krevoy, Justin Brusch et Patrick Newall
- Producteurs exécutifs : Jean-Claude Van Damme
- Date de sortie DVD
  -  États-Unis : 11 septembre 2012
  -  France : 4 décembre 2012

### Production
- Lieu de tournage   : Bucarest, Roumanie

## Distribution
- Jean-Claude Van Damme (V. F. : Patrice Baudrier) : Samson Gaul
- Joe Flanigan (V.F. : Pierre Tessier) : Andrew Fayden
- Anna-Louise Plowman : Monica Fayden
- Charlotte Beaumont : Becky Fayden
- Bianca Bree Van Varenberg (fille de Jean-Claude Van Damme) : Amalia
- Kristopher Van Varenberg (fils de Jean-Claude Van Damme) : Selwin Gaul
- Uriel Emil Pollack : Vlad
- Louis Dempsey : Stelu
- Steve Nicolson (de) : Inspecteur Kvitko
- Mark Lewis : Bogdanov